# MT왕
《MT왕》은 MBC 드라마넷에서 방송된 텔레비전 프로그램이다.

## 방송 개요
학교생활에서 빠질 수 없고 누구나 한번쯤은 경험했을 ‘MT’에 대한 추억과 향수를 선남선녀들이 연출하는 리얼 러브로드 버라이어티 프로그램.

## 방송 시간
| 방송 채널    | 방송 기간                         | 방송 시간           | 비고 |
| ------------ | --------------------------------- | ------------------- | ---- |
| MBC 드라마넷 | 2008년 11월 11일 ~ 2009년 2월 3일 | 화요일 밤 11시 20분 |      |

## MC
- 정형돈

## 출연자

### 2008년 ~ 2009년
| 회차   | 방송일    | 출연                                                                                 |
| ------ | --------- | ------------------------------------------------------------------------------------ |
| 파일럿 | 9월 14일  | 노우진, 이광수, 한영, 김나영, 왕기춘 임수정, 김지혜, 성휘, 남규, 청미                |
| 1회    | 11월 11일 | 데프콘, 변기수, 남창희, KCM, 김나영 김빈우, 김디에나, 이파니, 손명은, 장서진, 윤선경 |
| 2회    | 11월 18일 | 데프콘, 변기수, 남창희, KCM, 김나영 김빈우, 김디에나, 이파니, 손명은, 장서진, 윤선경 |
| 3회    | 11월 25일 | 노우진, 변기수, 남창희, KCM, 김나영 김빈우, 김디에나, 구지성, 손명은, 장서진, 서단비 |
| 4회    | 12월 2일  | 노우진, 변기수, 남창희, KCM, 김나영 김빈우, 김디에나, 구지성, 손명은, 장서진, 서단비 |
| 5회    | 12월 9일  | 데프콘, 변기수, 왕배, KCM, 김나영 김빈우, 김디에나, 이파니, 장서진, 김현정, 이지우   |
| 6회    | 12월 16일 | 데프콘, 변기수, 왕배, KCM, 김나영 김빈우, 김디에나, 이파니, 장서진, 김현정, 이지우   |
| 7회    | 12월 23일 | 데프콘, 변기수, 남창희, KCM, 김나영 김빈우, 김디에나, 이파니, 구지성, 장서진, 김현정 |
| 8회    | 12월 30일 | 데프콘, 변기수, 남창희, KCM, 김나영 김빈우, 김디에나, 이파니, 구지성, 장서진, 김현정 |
| 9회    | 1월 6일   | 데프콘, 변기수, 왕배, KCM, 김나영 구지성, 김디에나, 전보람, 이해우, 김현정, 김하율   |
| 10회   | 1월 13일  | 데프콘, 변기수, 왕배, KCM, 김나영 구지성, 김디에나, 전보람, 이해우, 김현정, 김하율   |
| 11회   | 1월 20일  | 데프콘, 변기수, 남창희, KCM, 김나영 김빈우, 김디에나, 구지성, 장서진, 김현정, 강유진 |
| 12회   | 2월 3일   | 데프콘, 변기수, 남창희, KCM, 김나영 김빈우, 김디에나, 구지성, 장서진, 김현정, 강유진 |

## 촬영 장소
- 경기도 가평군 호반의 왈츠 펜션 (파일럿)
- 인천광역시 영흥도
- 경상남도 양산시 에덴밸리 리조트

## 같이 보기
- 형돈이와 대준이